# Hajnowski marcinek
Hajnowski marcinek – tradycyjny wypiek mieszkańców z okolic Puszczy Białowieskiej, w tym Hajnówki, której zawdzięcza swoją nazwę. Marcinek to wielowarstwowe ciasto przekładane kremem, które wyglądem przypomina tort. W lipcu 2016 wypiek ten został wpisany na ministerialną Listę produktów tradycyjnych.
Tradycja pieczenia ciasta i jego nazwa związana jest z historią Pałacu Carskiego w Białowieży, gdzie hucznie obchodzono św. Marcina. Na tę okazję pieczono ciasto zwane „marcinkiem”. Zrobienie marcinka jest pracochłonne. Do wypieku ciasta potrzebne są łatwo dostępne produkty: jaja, śmietana, masło i mąka. Następnie wypieka się z nich cienkie placki – marcinek liczy najczęściej 20-30 takich placków. Marcinek wypiekany jest na okrągłych blaszkach lub na papierze do pieczenia od 5 do 10 minut w temperaturze 160–170 stopni Celsjusza (bez termoobiegu). Placki przekładane są masą śmietanową o „lekko kwaskowym smaku”. Kiedy placki są już nasączone śmietaną, wyrównuje się boki, obsypuje tradycyjnie bułką tartą i dekoruje się górę ciasta.